# A Call from My Dream
Albums de Meaningful Stone
Cobalt
(2021)
A Call from My Dream (coréen : 꿈에서 걸려온 전화) est le premier album de l'auteure-compositrice-interprète coréenne Meaningful Stone. L'album est sorti le 27 septembre 2020. Grâce à cet album, Meaningful Stone a remporté le titre de recrue de l'année 2021 aux Korean Music Awards,.
Meaningful Stone a déclaré qu'elle avait planifié un album après avoir rêvé de répondre au téléphone. Elle l'a décrit comme un album qui résume son passé. L'album a fait l'objet d'un crowdfunding et a atteint plus de 200 % de l'objectif fixé,.

## Liste des pistes
| A Call from My Dream | A Call from My Dream                                                       | A Call from My Dream | A Call from My Dream | A Call from My Dream | A Call from My Dream | A Call from My Dream | A Call from My Dream | A Call from My Dream | A Call from My Dream |
| No                   | Titre                                                                      | Auteur               | Durée                |                      |                      |                      |                      |                      |                      |
| -------------------- | -------------------------------------------------------------------------- | -------------------- | -------------------- | -------------------- | -------------------- | -------------------- | -------------------- | -------------------- | -------------------- |
| 1.                   | 꿈에서 걸려온 전화 (Un appel de mon rêve)                                  |                      | 4:15                 |                      |                      |                      |                      |                      |                      |
| 2.                   | 이름이 없는 사람 (Personnes sans nom)                                      |                      | 4:20                 |                      |                      |                      |                      |                      |                      |
| 3.                   | 작은 종말 (Petite apocalypse)                                              |                      | 4:59                 |                      |                      |                      |                      |                      |                      |
| 4.                   | 나빗가루 (Poussière de papillon)                                           |                      | 2:45                 |                      |                      |                      |                      |                      |                      |
| 5.                   | 아참, (Ah,)                                                                |                      | 3:23                 |                      |                      |                      |                      |                      |                      |
| 6.                   | 보물찾기 (Chasse au trésor)                                                |                      | 3:03                 |                      |                      |                      |                      |                      |                      |
| 7.                   | 성큼성큼 (Les pas)                                                         |                      | 4:05                 |                      |                      |                      |                      |                      |                      |
| 8.                   | 삐뽀삐뽀 (Beep-boop, beep-boop)                                            |                      | 3:24                 |                      |                      |                      |                      |                      |                      |
| 9.                   | 실패하지 않는 사랑이 있나요 (Existe-t-il un amour qui ne faillit jamais ?) |                      | 4:32                 |                      |                      |                      |                      |                      |                      |
| 10.                  | 샤워를 해야해 (Obligation de douche)                                       |                      | 4:33                 |                      |                      |                      |                      |                      |                      |
| 11.                  | 삐뽀삐뽀 (2018) (Beep-boop, beep-boop (2018))                              |                      | 3:06                 |                      |                      |                      |                      |                      |                      |
| 42:25                |                                                                            |                      |                      |                      |                      |                      |                      |                      |                      |